# Herfterath
Herfterath ist ein Ortsteil der Gemeinde Much im nordrhein-westfälischen Rhein-Sieg-Kreis. 

## Lage
Herfterath liegt im Bergischen Land an der Grenze zum Oberbergischen Kreis. Der Ort liegt im Homburger Bröltal an der Einmündung des Becher Suthbaches. Nachbarorte sind Nöchel, Schönthal und Nümbrecht östlich in der Gemeinde Nümbrecht. Herfterath ist über die Landesstraße 350 erreichbar.

## Geschichte
Herfterath wurde 1464 erstmals urkundlich erwähnt.
1910 hatte der Weiler 51 Einwohner. Hier wohnten damals die Haushalte Ackerer Joh. Alefelder, Ackerer Wilhelm Alefelder, Mühlenbesitzer Gerhard Behr, Ackerer Carl Büth, Ackerer Joh. Peter Büth, Ackerer Wilhelm Büth, Ackerer Joh. Peter Funken, Schuster Heinrich Höller, Ackerer Joh. Kröner, Ackerin Witwe Joh. Peter Kröner, Näherin Eva Naria Röger, Näherin Maria Elisabeth Röger und Ackerer Arnold Schmidt.
Die ehemalige Mühle ist heute eine Gaststätte.

## Denkmalschutz
Das Sandstein-Wegekreuz im Dorf steht unter Denkmalschutz.